# Concrete and Gold
| Совокупная оценка    | Совокупная оценка |
| Источник             | Оценка            |
| -------------------- | ----------------- |
| Metacritic           | 72/100            |
| Оценки критиков      |                   |
| Источник             | Оценка            |
| AllMusic             | [ 6 ]             |
| The A.V. Club        | B+                |
| Classic Rock         | [ 8 ]             |
| Consequence of Sound | B-                |
| The Guardian         | [ 10 ]            |
| Mojo                 | [ 11 ]            |
| NME                  | [ 12 ]            |
| Pitchfork            | 6.5/10            |
| Q                    | [ 14 ]            |
| Rolling Stone        | [ 15 ]            |

Concrete and Gold — девятый студийный альбом американской рок-группы Foo Fighters, выпущенный 15 сентября 2017 года на студиях RCA и Roswell. Диск сразу возглавил хит-парады Австралии, Великобритании, США и Канады.

## История
Первоначально в сеансах записи участвовал только Грол, который продолжал оставаться в уединении от группы, так как чувствовал себя «вне практики» и «творчески атрофированным» из-за его дольшего, чем обычно перерыва от музыкальных дел.
Грол арендовал Airbnb в Охаи, штат Калифорния, поэтому он мог сосредоточиться на длинных записях. Грол рассказывал: «Я проводил время с вином и сидел там в нижнем белье с микрофоном около пяти дней, просто писал».
После того, как были созданы двенадцать или тринадцать черновых записей, он обратился к своей группе, которая разделила убеждение Грола, что он стоит на правильном пути со своим новым материалом.
Довольный своей работой, но, чувствуя, что материал по-прежнему нуждается в дальнейшем развитии, Грол начал думать о том, чтобы связаться с музыкальным продюсером.
Выбор пал на музыкального продюсера Грега Кёрстина. Грол слушал работу инди-поп-группы Кёрстина «The Bird and the Bee» (2014 год) и был очень впечатлен его работой, назвав её «гораздо более сложной, чем все, что когда-либо слышал».
Грол решил обратиться к Кёрстину, особенно после того, как тот отошёл от группы «The Bird and the Bee» и сфокусировался на работе в качестве музыкального продюсера, продюсируя такие песни как «Strangers» (Холзи), «The Greatest», «Cheap Thrills» (Сия) и «Hello» (Adele). Они оба были заинтересованы в совместной работой — Кёрстин никогда ранее не работал над тяжелым рок-альбомом, в то время как Грол никогда не работал с поп-песенником — и было решено сотрудничать в создании нового альбома.

## Релиз и продвижение
Альбом вышел 15 сентября 2017 года. Незадолго до этого в целях его продвижения были изданы два сингла, «Run» (который в июле 2017 года возглавил рок-чарт US Billboard Mainstream Rock Songs) и «The Sky Is a Neighborhood» (№ 13 в том же чарте). Третий сингл, «The Line», также вышел ещё за неделю до издания самого альбома, а такие треки как «La Dee Da» впервые дебютировали на концерте ранее в 2017 году.
Группа планировала начать концертный тур по Северной Америкие в поддержку альбмоа, начиная с октября 2017 года. Ещё до этого тура, группа также планировала провести свой собственный фестиваль — «Cal Jam 17» — с участием, кроме самих себя, ещё и Queens of the Stone Age, Cage the Elephant, и многих других групп. продвижение альбома планируется продолжить и в 2018 году, включая совместные концертные туры с группой Weezer по Австралии и Новой Зеландии в январе и феврале.

## Отзывы
Альбом Concrete and Gold получил положительные отзывы музыкальных критиков и изданий: Metacritic, AllMusic, Classic Rock Magazine/Team Rock, Newsday, The New York Times, The Guardian, DIY Magazine.
Сайт Metacritic на основе анализа 24 музыкальных отзывов дал оценку альбому в 72 из 100 балов, что означает в целом положительные отзывы.
Джон Парелес из газеты The New York Times высоко оценил способность группы сделать что-то новое из всего того, что на них повлияло в музыкальном плане, заключив, что «… Mr. Grohl и Foo Fighters так откровенно вливают нотки от Pink Floyd в «Concrete and Gold», от Led Zeppelin в «Make It Right», и Beatles по всему альбому, — что они до сих пор выглядят как серьезные, опытные подмастерья и последователи, а не первопроходцы. Но в 2017 году ещё не осталось много учеников, в то время как Foo Fighters продолжают оттачивать своё мастерство…».

### Списки критиков
| Издание | Список                        | Год  | Ранг | Ссылка |
| ------- | ----------------------------- | ---- | ---- | ------ |
| NME     | NME’s Albums of the Year 2017 | 2017 | 27   | [ 29 ] |

## Коммерческий успех
Альбом дебютировал на первом месте американского хит-парада Billboard 200 с тиражом 127,000 альбомных эквивалентных единиц (включая 120,000 цифровых и физических проданных копий). Он стал вторым чарттоппером группы после Wasting Light. Concrete and Gold также стал четвёртым для Foo Fighters диском на позиции № 1 в Великобритании в чарте Official Albums Chart, с тиражом 61,000 альбомных эквивалентных единиц и их седьмым чарттоппером в Австралии в чарте ARIA Charts, где сертифицирован в золотом статусе за тираж 35,000 единиц.

## Список композиций
Вся музыка написана Foo Fighters.
| №                   | Название                       | Длительность |
| ------------------- | ------------------------------ | ------------ |
| 1.                  | «T-Shirt»                      | 1:22         |
| 2.                  | «Run»                          | 5:23         |
| 3.                  | «Make It Right»                | 4:39         |
| 4.                  | «The Sky Is a Neighborhood»    | 4:04         |
| 5.                  | «La Dee Da»                    | 4:02         |
| 6.                  | «Dirty Water»                  | 5:20         |
| 7.                  | «Arrows»                       | 4:26         |
| 8.                  | «Happy Ever After (Zero Hour)» | 3:41         |
| 9.                  | «Sunday Rain»                  | 6:11         |
| 10.                 | «The Line»                     | 3:38         |
| 11.                 | «Concrete and Gold»            | 5:31         |
| Общая длительность: | Общая длительность:            | 48:17        |

## Участники записи
Foo Fighters
- Дэйв Грол — вокал, ритм-гитара
- Крис Шифлетт — соло-гитара, бэк-вокал
- Пэт Смир — ритм-гитара
- Нейт Мендел — бас-гитара
- Тейлор Хокинс — ударные, вокал (на «Sunday Rain»)
- Rami Jaffee — клавишные

приглашённые музыканты:
- Пол Маккартни — ударные (на «Sunday Rain»)[33]

## Позиции в чартах
| Чарт (2017)                            | Высшая позиция |
| -------------------------------------- | -------------- |
| Австралия (ARIA)                       | 1              |
| Австрия (Ö3 Austria)                   | 1              |
| Бельгия/Фландрия (Ultratop)            | 1              |
| Бельгия/Валлония (Ultratop)            | 4              |
| Канада (Canadian Albums Chart)         | 1              |
| Чехия (ČNS IFPI)                       | 1              |
| Дания (Hitlisten)                      | 2              |
| Нидерланды (Album Top 100)             | 1              |
| Финляндия (Suomen virallinen lista)    | 3              |
| Франция (SNEP)                         | 7              |
| Германия (Offizielle Top 100)          | 2              |
| Венгрия (MAHASZ)                       | 6              |
| Ирландия (IRMA)                        | 1              |
| Italian Albums (FIMI)                  | 2              |
| New Zealand Albums (RMNZ)              | 1              |
| Норвегия (VG-lista)                    | 1              |
| Польша (ZPAV)                          | 5              |
| Шотландия (Scottish Albums Chart)      | 1              |
| Spanish Albums (PROMUSICAE)            | 3              |
| Швеция (Sverigetopplistan)             | 2              |
| Швейцария (Schweizer Hitparade)        | 1              |
| Великобритания (UK Albums Chart)       | 1              |
| США (Billboard 200)                    | 1              |
| США (Billboard Top Alternative Albums) | 1              |
| США (Billboard Top Hard Rock Albums)   | 1              |
| США (Billboard Top Rock Albums)        | 1              |

| Чарт (2017)                     | Позиция |
| ------------------------------- | ------- |
| Австралия (ARIA)                | 17      |
| Австрия (Ö3 Austria)            | 51      |
| Бельгия (Ultratop Flanders)     | 34      |
| Бельгия (Ultratop Wallonia)     | 115     |
| Нидерланды (MegaCharts)         | 73      |
| Германия (Offizielle Top 100)   | 76      |
| Новая Зеландия (RMNZ)           | 22      |
| Швейцария (Schweizer Hitparade) | 47      |
| Великобритания (OCC)            | 32      |
| США Billboard 200               | 177     |

## Сертификации и продажи
| Регион | Сертификация | Продажи |
| --- | ------------ | ------- |
| Австралия (ARIA) | Платиновый   | 70 000^ |
| Канада (Music Canada) | Золотой      | 40 000^ |
| Италия (FIMI) | Золотой      | 25 000  |
| Новая Зеландия (RMNZ) | Золотой      | 7500^   |
| Польша (ZPAV) | Золотой      | 10 000  |
| Швейцария (IFPI Switzerland)                                                                                             | Золотой      | 10 000  |
| Великобритания (BPI) | Золотой      | 100 000 |
| * Данные о продажах приведены только на основе сертификации. ^ Данные о тиражах приведены только на основе сертификации. |              |         |